# Барково (Днепропетровская область)
Барково (укр. Баркове) — село,
Преображенский сельский совет,
Томаковский район,
Днепропетровская область,
Украина.
Код КОАТУУ — 1225488002. Население по переписи 2001 года составляло 104 человека.

## Географическое положение
Село Барково находится на расстоянии в 1,5 км от села Преображенка.
Рядом проходит автомобильная дорога Т-0809.